# Урад-Чжунци
Урад-Чжунци (кит. упр. 乌拉特中旗, пиньинь Wūlātè Zhōng qí) — хошун городского округа Баян-Нур автономного района Внутренняя Монголия (КНР). Название хошуна означает «Урадское среднее знамя».

## История
При империи Цин в 1648 году Урадская степь была разделена на три хошуна (Урад-Цяньци, Урад-Чжунци и Урад-Хоуци), подчинённые аймаку Уланчаб.
С 1914 года эта территория вошла в состав Специального административного района Суйюань (绥远特别行政区), ставшего с 1928 года провинцией Суйюань.
В октябре 1952 года хошуны Урад-Чжунци и Урад-Хоуци были объединены в хошун Урад-Чжунхоу-Ляньхэци (乌拉特中后联合旗, «Урадские центральное и тыльное объединённые знамёна») аймака Уланчаб. В 1958 году хошун Урад-Чжунхоу-Ляньхэци был передан в состав аймака Баян-Нур. В 1982 году хошун был вновь разделён на Урад-Чжунци и Урад-Хоуци.
1 декабря 2003 года решением Госсовета КНР аймак Баян-Нур был преобразован в городской округ.

## Административное деление
Хошун делится на 6 посёлков и 4 сомона.

## Транспорт
Через КПП Ганцмод в Китай из Монголии автомобильным транспортом импортируют уголь и другие товары.